# 小鷹號航空母艦
小鷹號航空母艦（USS Kitty Hawk CV-63），原編號CVA-63，是美國海軍的航空母艦之一，採傳統動力設計，屬於小鷹級航空母艦的一員，除了是服役最久的同級艦之外，也是美國海軍最後一艘退役的傳統動力航空母艦。
小鷹號是以北卡羅萊那州的小鷹鎮命名，當地也是萊特兄弟首次成功飛行的地點。這艘軍艦另外三艘同級艦分別為星座號（USS Constellation CV-64），美利堅號（USS America CV-66）及甘迺迪號（USS John F. Kennedy CV-67）。美利堅號於1996年退役，星座號於2003年退役，甘迺迪號於2007年退役，而小鷹號也在2009年退役，由喬治·H·W·布希號航空母艦（USS George H.W. Bush CVN-77）取代。自此以后，美國海軍航空母艦全部实现核動力化。

## 歷史
這艘軍艦由紐約造船公司（New York Shipbuilding）負責建造，工程於1956年開始，1960年下水，1961年起服役。當時由William F. Bringle出任艦長。
在獨立號（USS Independence CV-62）於1998年退役後，服役48年的小鷹號便成為繼200多年歷史的「憲法號」（USS Constitution）後，服役年期最長的軍艦，2012年被服役51年的企業號(CVN-65)超越。
1980年5月，中國人民解放軍副總參謀長劉華清率團訪問美國時，美方安排其一行人參觀本航空母艦，這是中國人民解放軍人員和中國科技人員第一次踏上此航空母艦。
2008年6月，小鷹號的工作由核動力航母華盛頓號（USS George Washington CVN-73）接替，並回到美國等待除役。
2009年1月，小鷹號正式於華盛頓州布雷莫頓（Bremerton）軍港退役。
2017年，美國海軍宣佈將拆除小鷹號，雖然不少退伍軍人募資，希望能保留並改造為博物館，但基於維修經費和技術保密的因素，海軍仍決定拆除。
2021年10月，美国海军將兩艘退役的航空母艦小鷹號和甘迺迪號以每艘航艦象徵性售價1美分出售給國際拆船有限公司（International Shipbreaking Limited，ISL）拆解，因拖船和拆船過程的成本昂貴，美國海軍先前曾支付ISL大筆費用以回收船艦。
2022年1月15日，小鷹號由拖船拖帶，自布雷莫頓啟程前往德州布朗斯維爾（Brownsville），由於船身過大無法通過巴拿馬運河，因此繞過南美洲南端的麥哲倫海峽，直到同年5月31日才抵達布朗斯維爾。抵達後將開始拆解工程，預定2023年12月完成拆除。

## 相关事件
1994年10月，美国海军派遣小鹰号航母，在黄海沿中国大陸领海12海里边界巡航，以执行封锁朝鲜西海岸对抗朝核危机。按照联合国海洋法公约（美国未签署），美方应该通报邻近海域国家以避免误伤，但是美方没有事先通报中国，90年代當時中美關係因台灣因素出現分歧。從小鹰号起飛的S-3维京式反潜机侦测到不明潛艇，是为一艘刚完成远海训练的中国海军“汉”级攻击型核潜艇，弦号403，以水面航行状态返航。美方反潜机飞赴陸方核潜艇上空，并投掷声纳浮漂进行定位测算。中方核潜艇下潜规避，但仍然无法摆脱美方反潜机的锁定。美軍不斷追蹤這艘潛艇，并驶入中国领海，期间美方驱逐舰使用主动声纳定位。中方核潜艇于是发出支援请求，中方派出2架歼-8和2架苏-27战斗机支援潜舰，美国则派出F-14战斗机，美中两国军战机发生空中对峙，并一度发生中方歼-8用火控雷达对小鹰号锁定警告等危险行动。在对峙最后，美方命小鹰号舰队离开，中方核潜艇隨後返回山东青岛基地，双方脱离接触。此即“中美黄海对峙事件”。同年11月，時任美國國防部長迪克·切尼訪問北京，和中国商討建立中美海軍海上航行雙邊通報機制，以避免類似事件再次發生。

## 图廊

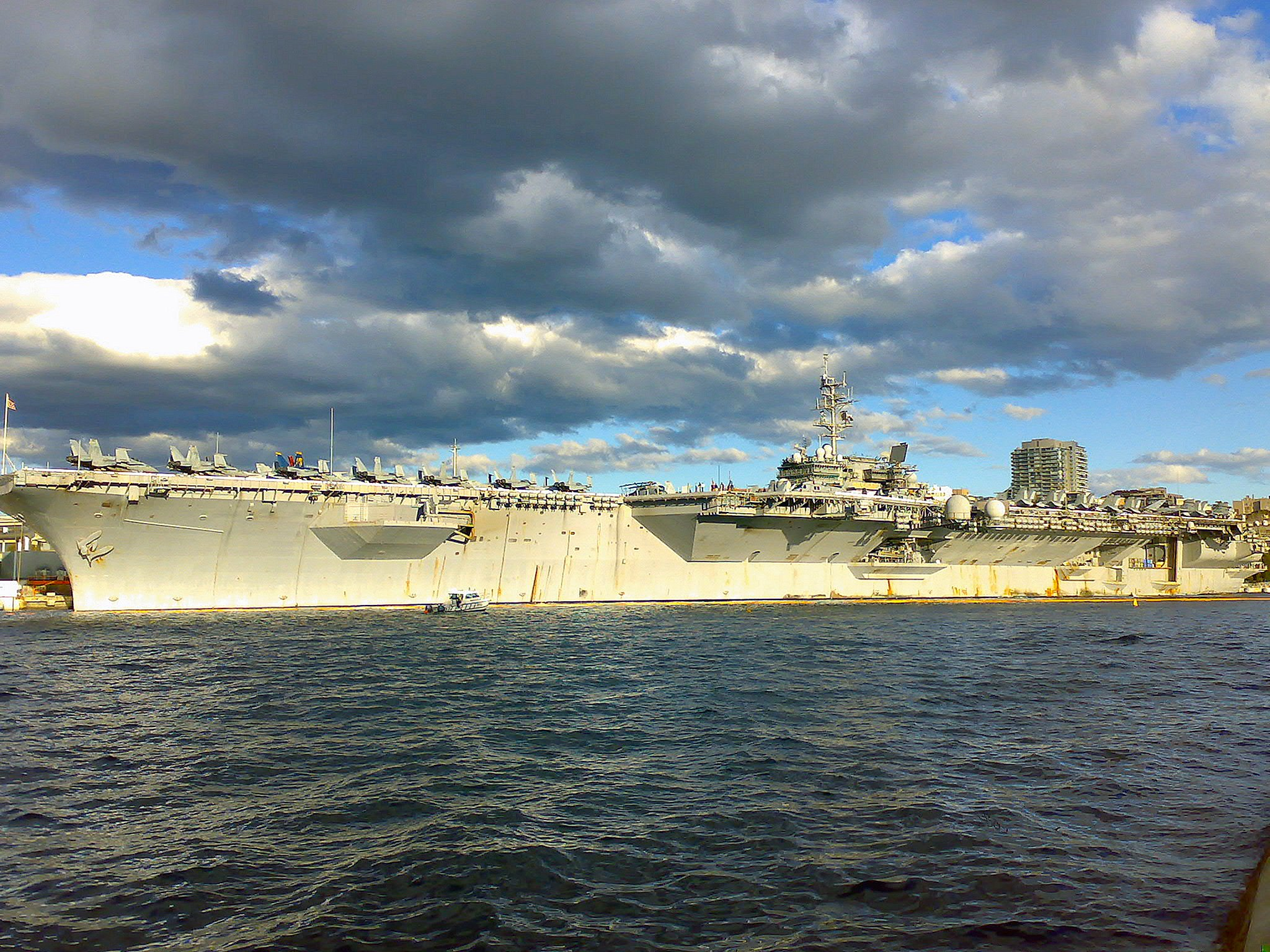
2007年訪問悉尼
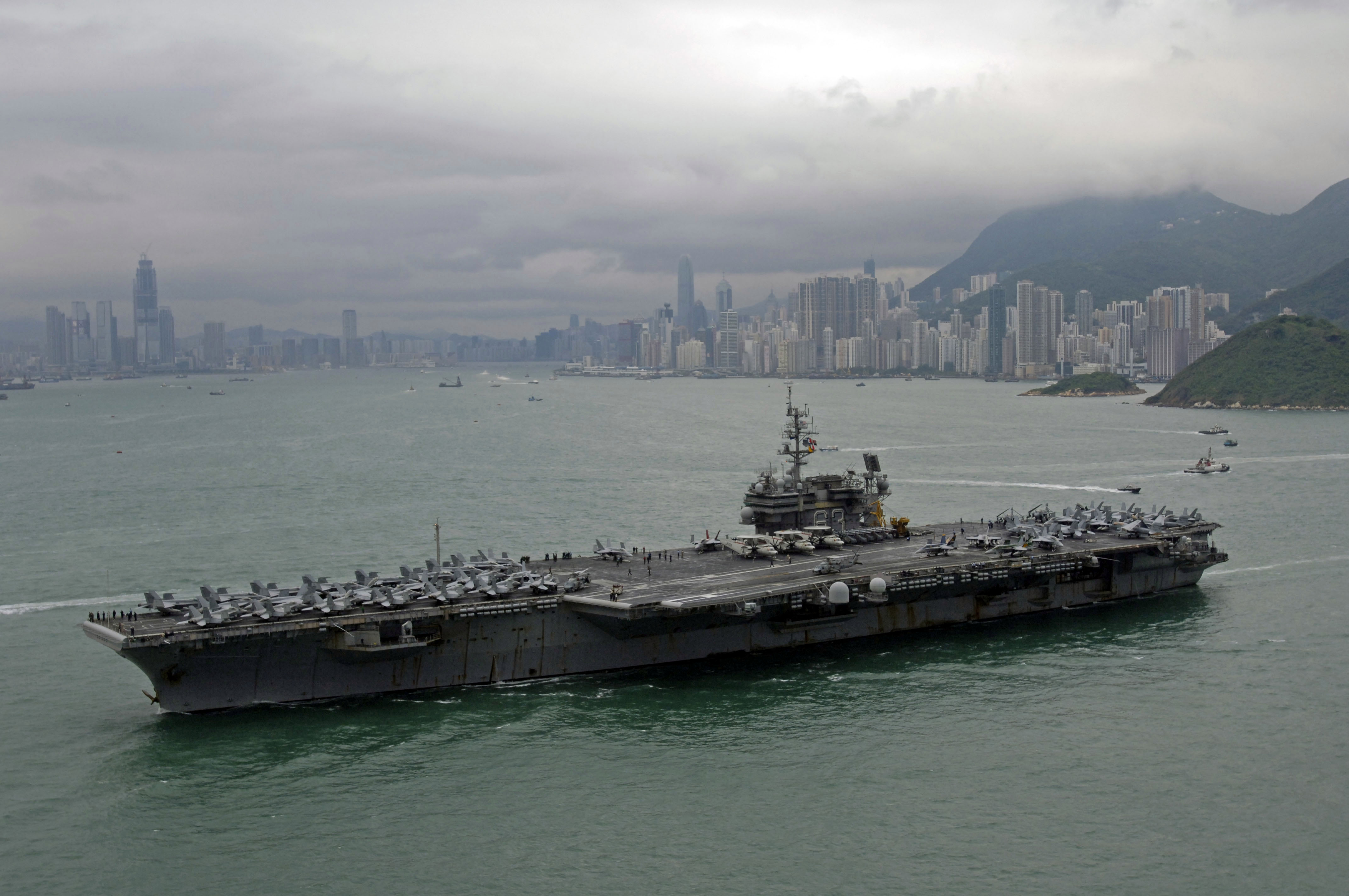
2008年訪問香港
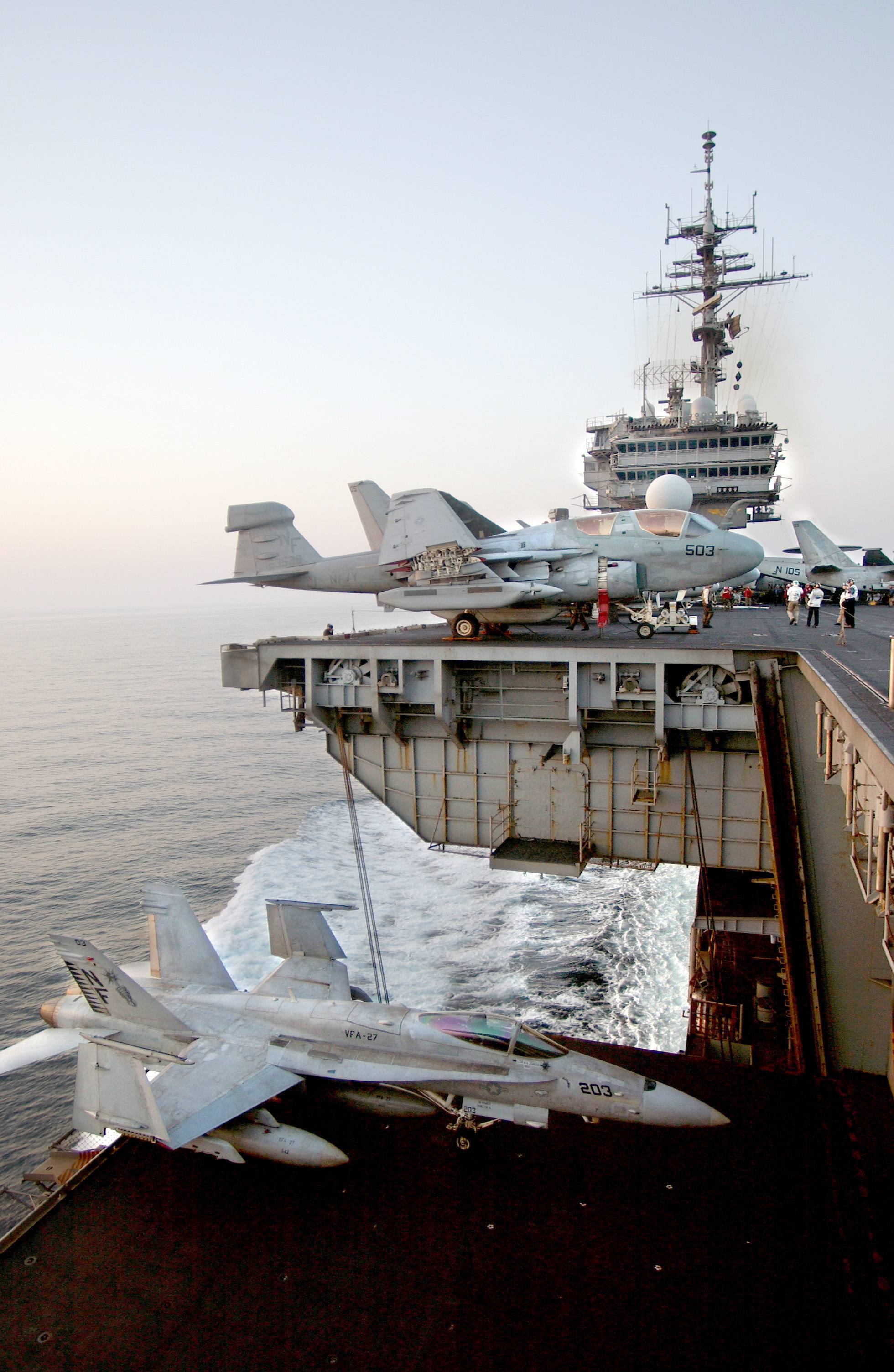
機庫電梯上的F/A-18和EA-6B
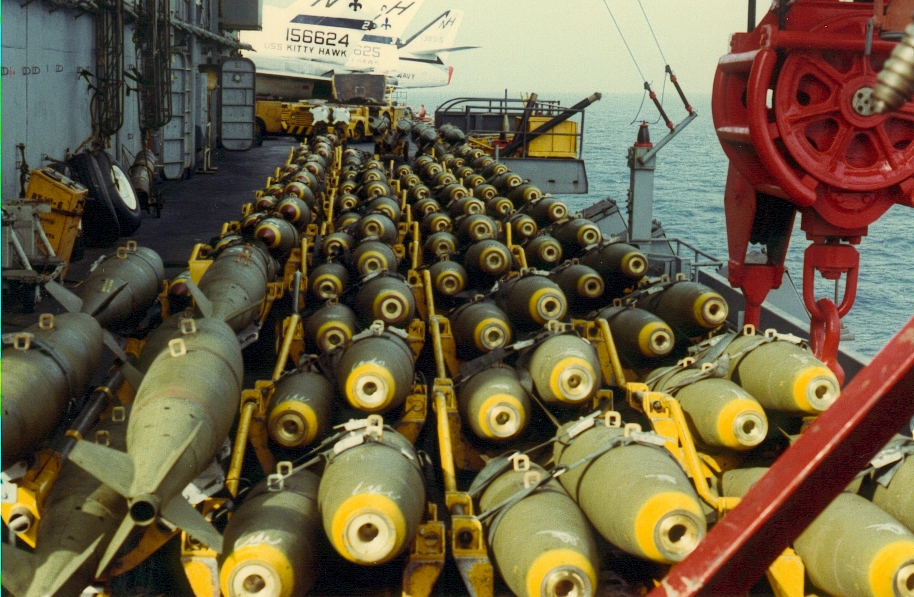
彈藥庫
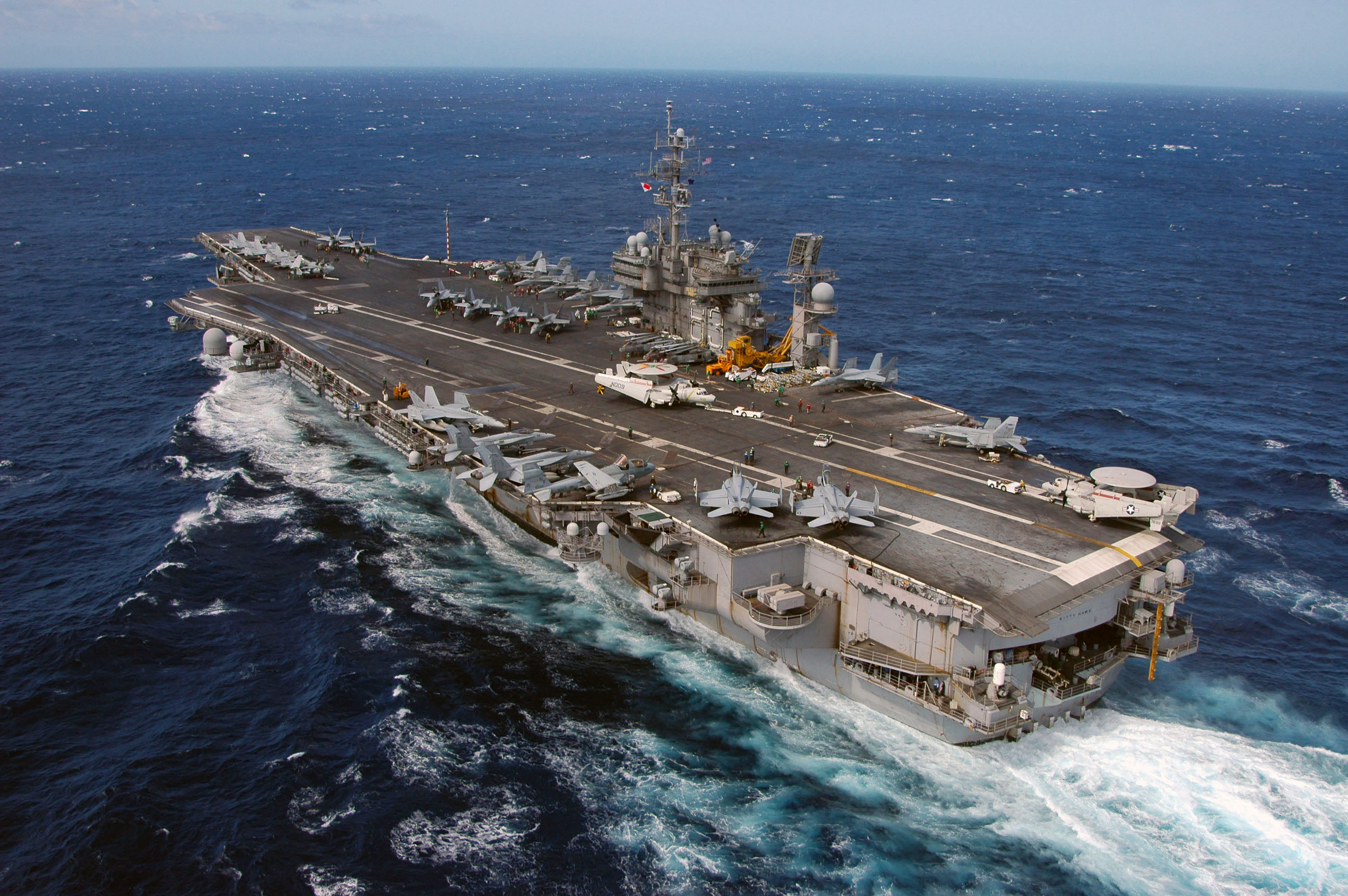
左方視角
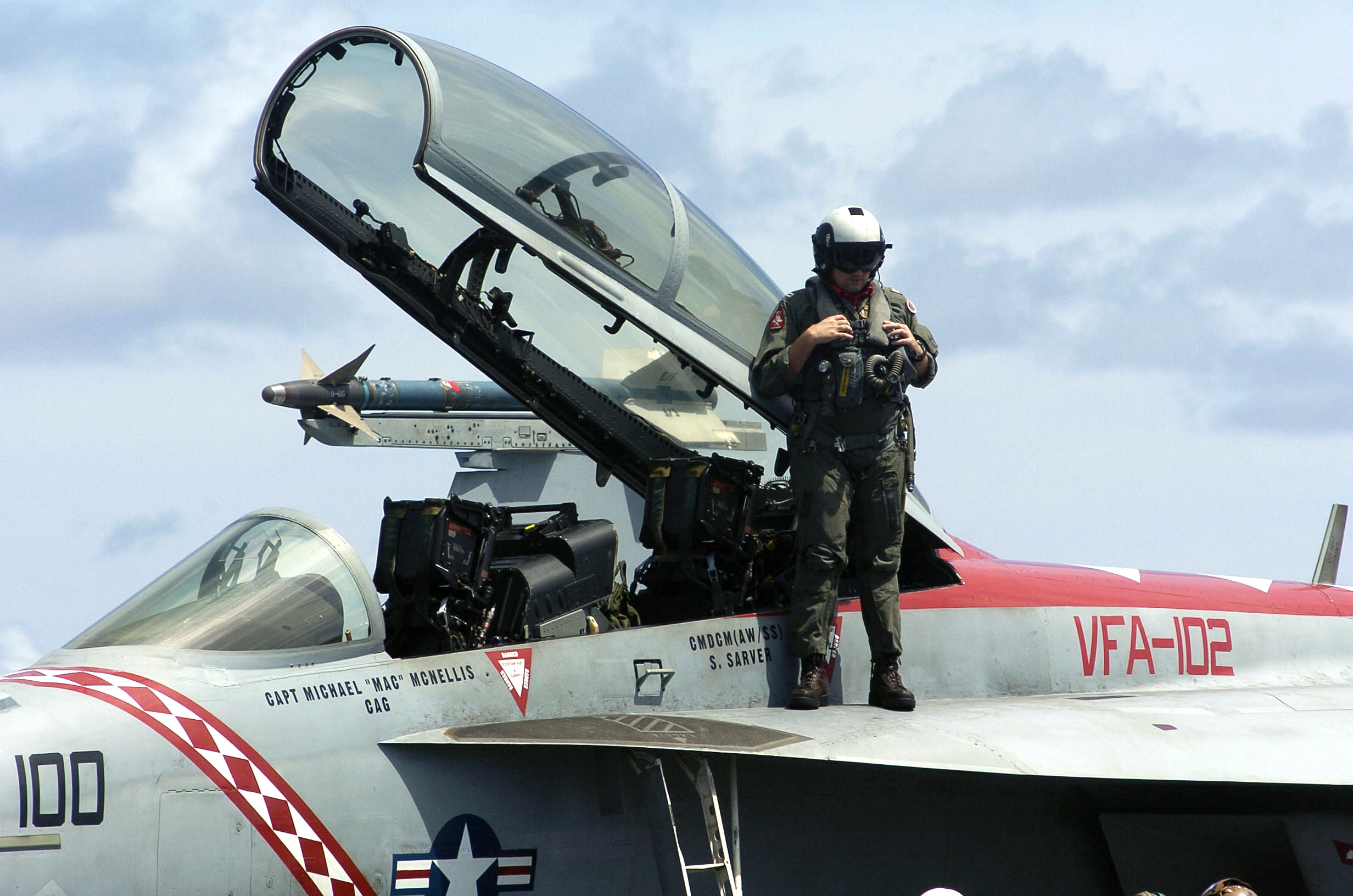
2006年時的主力艦載機，F/A-18
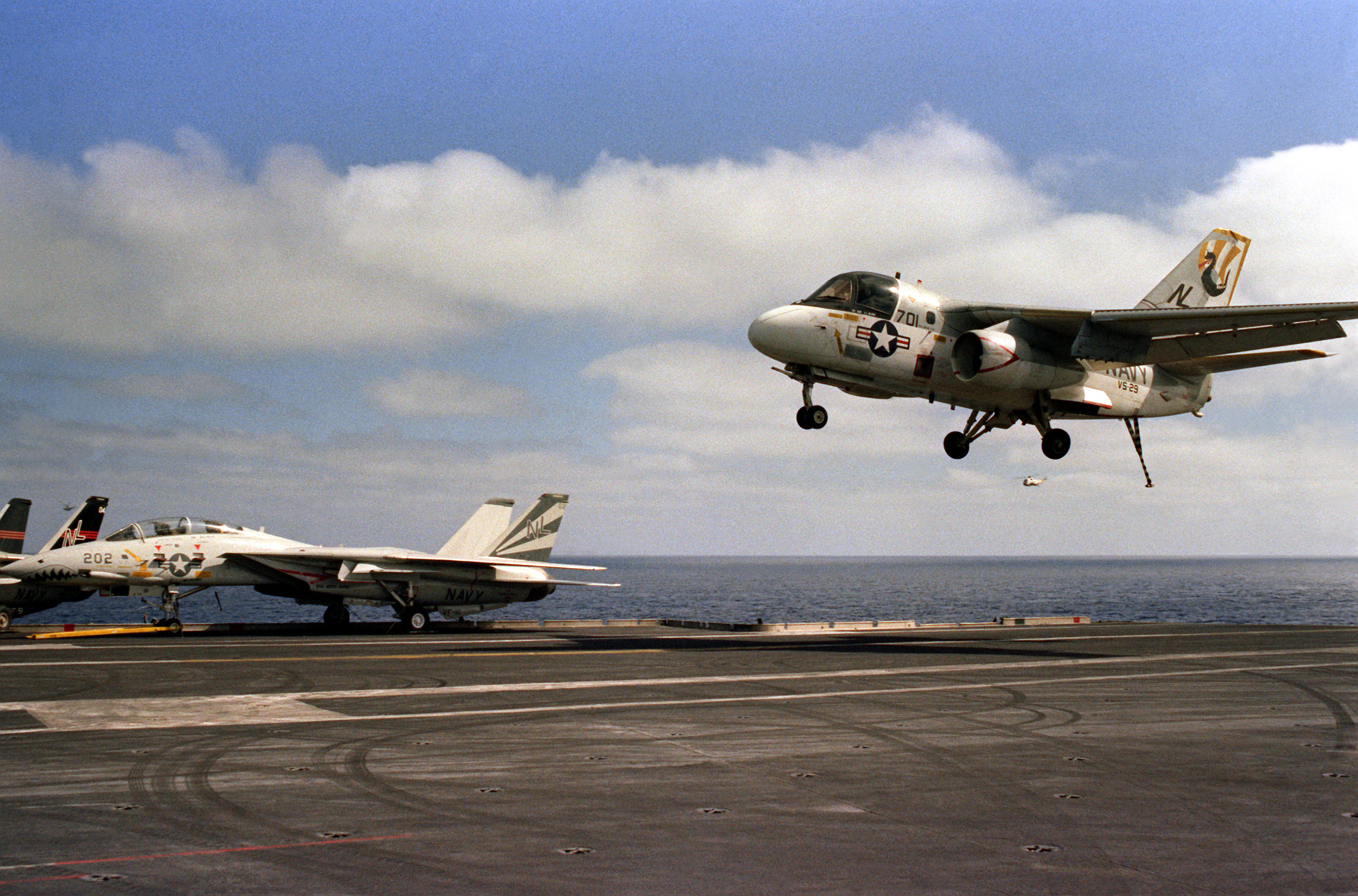
1981年時搭載的S-3反潛機
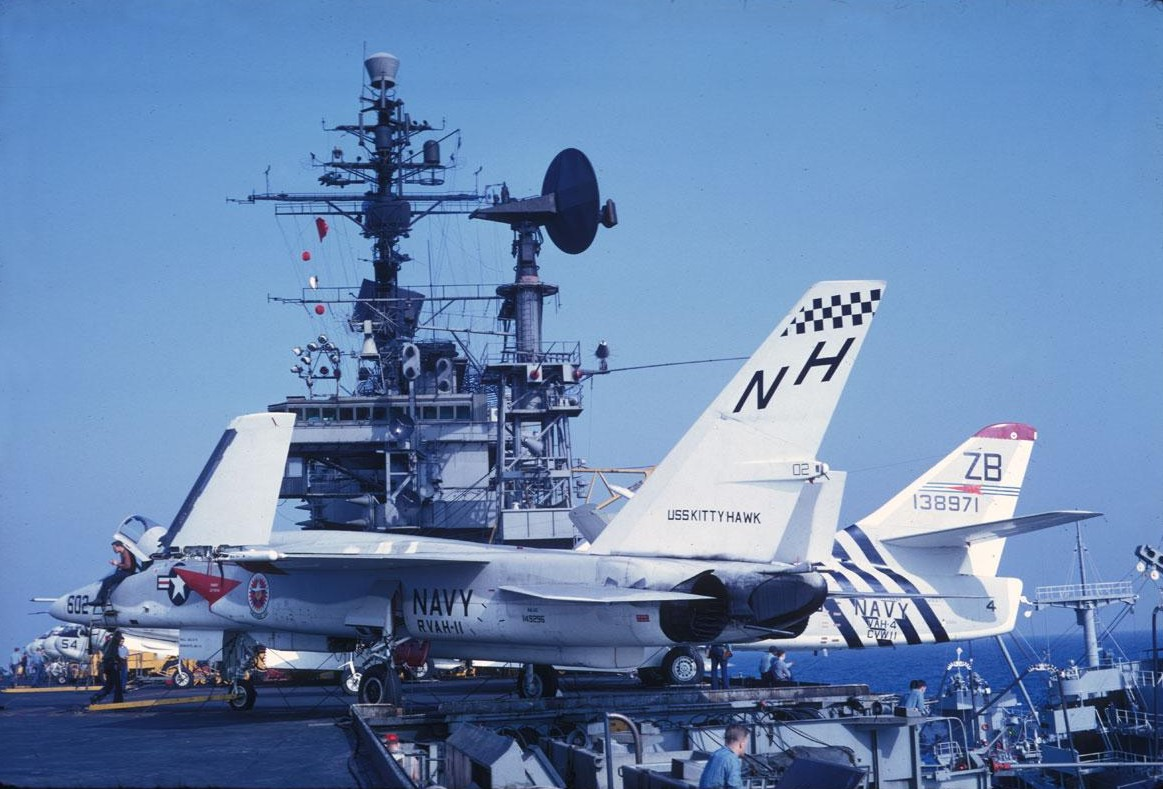
1968年時搭載的A-5戰機
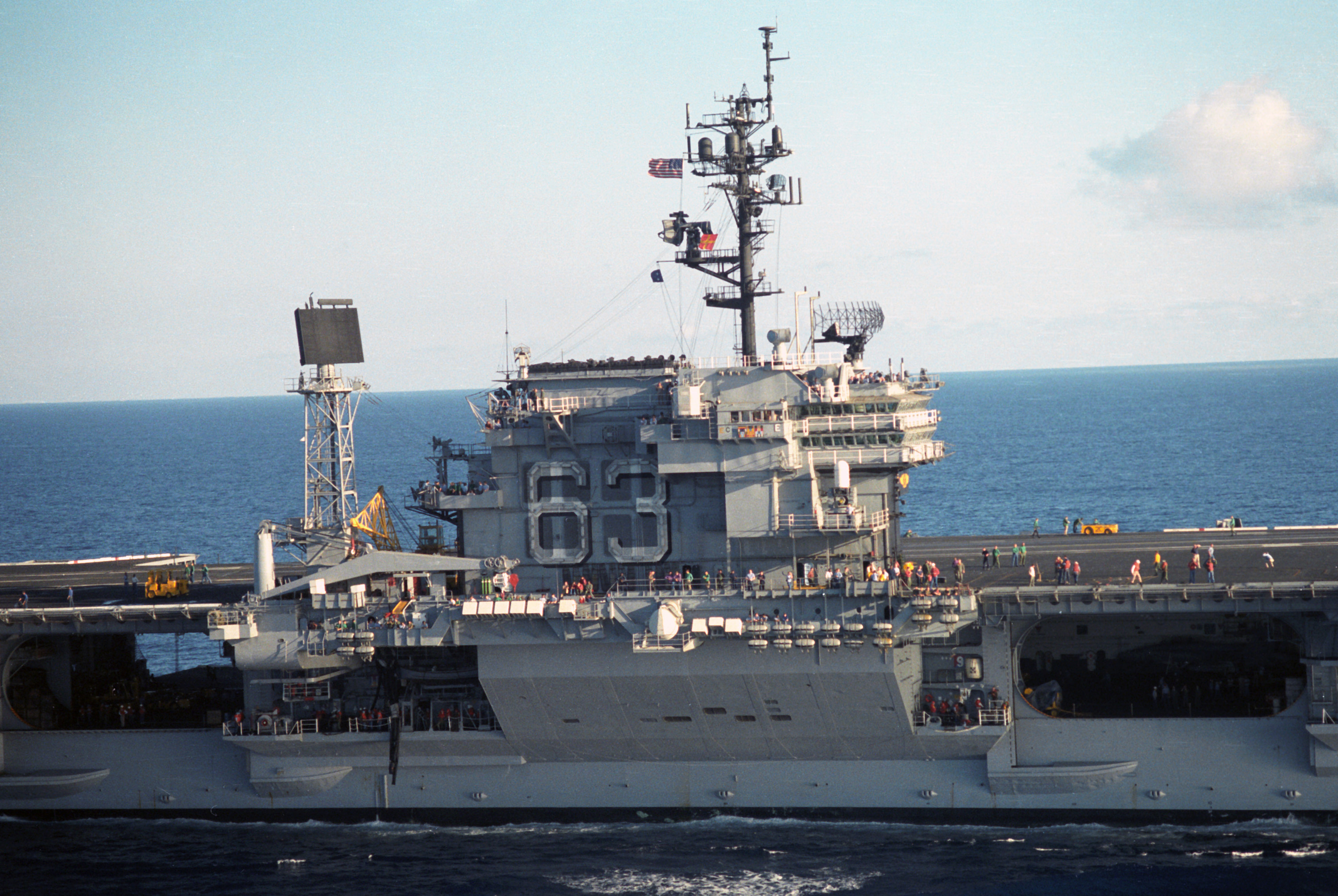
艦橋近照
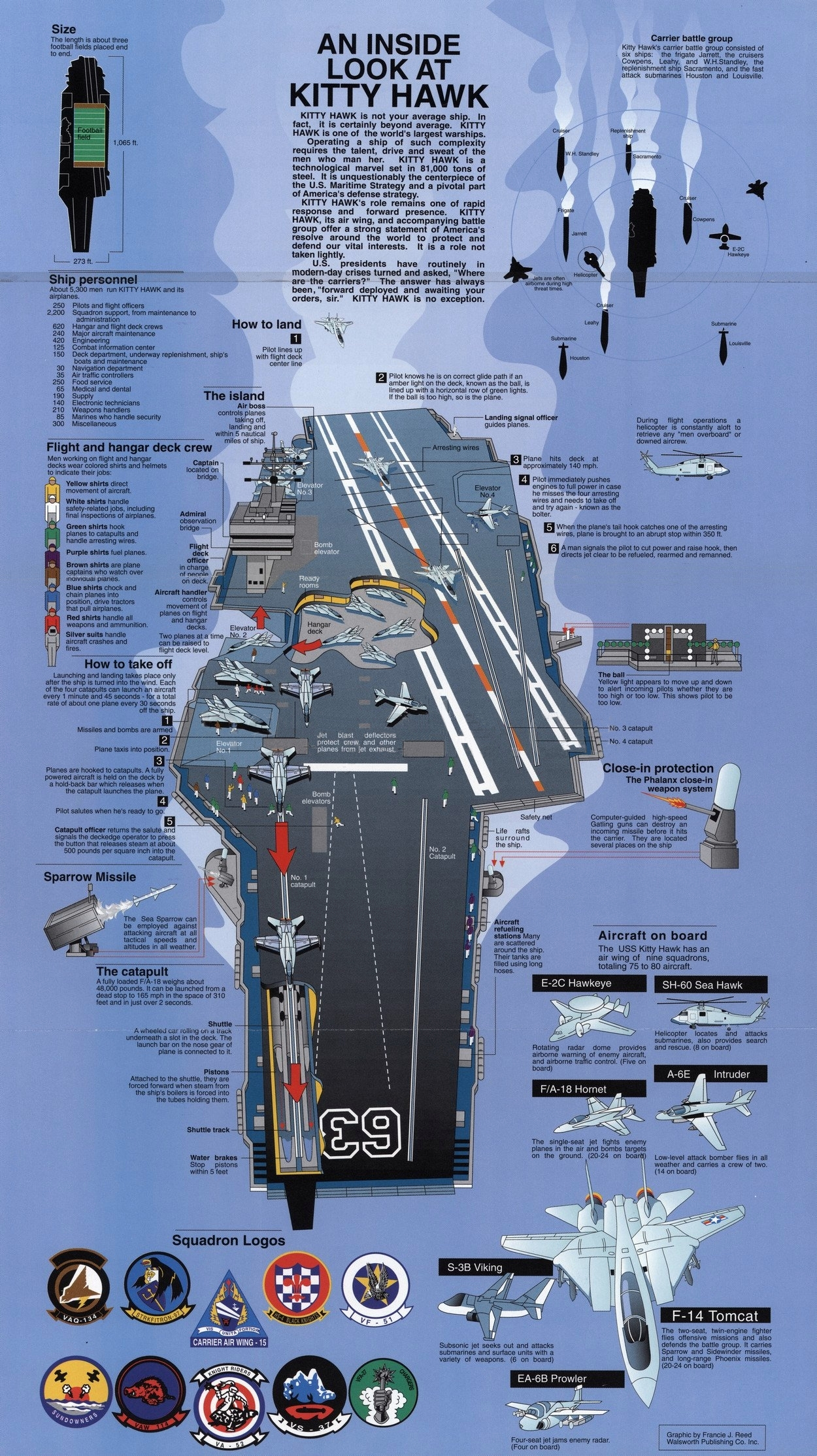
內視圖

## 外部連結
- Navy Decommissions USS Kitty Hawk（美國海軍） （页面存档备份，存于） （英文）
- 小鷹號退伍軍人會 （页面存档备份，存于） （英文）